# Papa Benedetto VII
Benedetto VII (Roma, ... – Roma, 10 luglio 983) è stato il 135º papa della Chiesa cattolica dal 974 alla sua morte.

## Biografia

### Origini e carriera ecclesiastica
Nulla si conosce della sua vita, se non che fosse nato a Roma, appartenesse all'aristocrazia cittadina, fosse figlio di un tal Davide o Adeodato, nipote di Alberico II di Spoleto, connesso agli Conti e, prima dell'elezione al Soglio, fosse vescovo di Sutri.

### L'elezione al Soglio
Nel giugno 974 Papa Benedetto VI fu catturato e imprigionato dalla fazione comandata dalla famiglia Crescenzi. Fu eletto Francone di Ferruccio, che assunse il nome di Bonifacio VII e fece strangolare Benedetto in carcere. Il rappresentante imperiale, però, non riconobbe l'elezione (regnava Ottone II di Sassonia). Bonifacio VII fuggì in Italia meridionale prima, e a Costantinopoli poi.
Si procedette quindi a una nuova elezione, che portò ad una soluzione condivisa da tutti: fu eletto, nel mese di ottobre, Benedetto, vescovo di Sutri, stimato sia dalla fazione imperiale sia dalle famiglie romane, compresi gli stessi Crescenzi. Costoro, da parte loro, permisero a Benedetto di governare tranquillamente per i successivi nove anni la Sede Apostolica.
Bonifacio VII, seppur scomunicato, non si arrese e nel 980, mentre Benedetto VII era assente per raggiungere l'imperatore e celebrare il Natale con lui a Ravenna, tornò da Costantinopoli e tentò senza successo di riprendersi il papato, ma Benedetto ottenne l'intervento di Ottone II che cacciò, di nuovo, l'usurpatore.

### Il pontificato

#### Governo della Chiesa

##### La riforma di Cluny a Roma
Il pontificato di Benedetto, uomo pio, caritatevole, e dedito al culto divino, si concentrò principalmente sul governo della Chiesa e della disciplina spirituale. La prima cosa che fece fu un sinodo per dichiarare invalida, e quindi nulla, l'elezione di Francone e per scomunicarlo (974), rinnovando quindi lo sdegno e l'orrore che Francone suscitò con l'omicidio di Benedetto VI. Principale attività del pontificato di Benedetto VII fu la promozione del monachesimo e della riforma ecclesiastica in generale, in ciò supportato dal suo protettore, l'imperatore Ottone II: ne sono testimonianza gli interventi nel Lazio a favore del monastero di Subiaco, al monastero di San Benedetto e la consacrazione della Chiesa di Santa Scolastica. Nella città di Roma, invece, il papa si preoccupò di restaurare il convento di San Bonifacio e Sant'Alessio sull'Aventino, luogo ove si era ritirato il capofamiglia dei Crescenzi, Crescenzio figlio di Teodora. Nel marzo 981 un sinodo, da lui convocato in San Pietro, proibì la simonia.

##### L'attività missionaria
Legato all'imperatore Ottone, il pio Benedetto favorì principalmente la Chiesa tedesca, punto di partenza per la conversione degli slavi e dei popoli confinanti ad est dell'Impero. Fondò, a tal proposito, l'arcidiocesi di Praga, sede primaziale della Boemia e della Moravia; concesse numerosi privilegi ai vescovi tedeschi, in special modo all'arcivescovo di Magonza Villigiso, che si vide concessa la primazia sull'episcopato franco e tedesco.

## La presunta parentela coi conti di Tuscolo
Come già detto, Benedetto apparteneva all'aristocrazia romana, e secondo alcune cronache era parente di Alberico II dei conti di Tuscolo. Tuttavia la notizia, secondo i genealogisti, è alquanto incerta nel ritenere Benedetto nipote di Alberico, in quanto figlio di David:
Tuttavia, se si considera tale Davide fratello di Alberico II di Spoleto, ne consegue che Benedetto fosse cugino di papa Giovanni XII e, forse, pronipote dei papi Adriano III e Sergio III (ritenuti, da taluni storici, fratelli di Teofilatto I, suo bisnonno materno). Teofilatto I, Sergio III e Agapito-Adriano III erano, forse, figli di un Benedetto discendente di tal Alberico comes tusculanus, fratello di papa Adriano I. Il cugino Giovanni XII era, a sua volta, cugino di secondo grado di Giovanni XIII; invece papa Giovanni XI (cugino di primo grado di Giovanni XIII e di secondo grado di Giovanni XII), che fosse figlio di Alberico I o di Sergio III, era suo zio. Benedetto VII era perciò, per diverse vie, imparentato a molti papi e la sua famiglia ne avrebbe dati ancora altri.